# St. Andreas (Antwerpen)

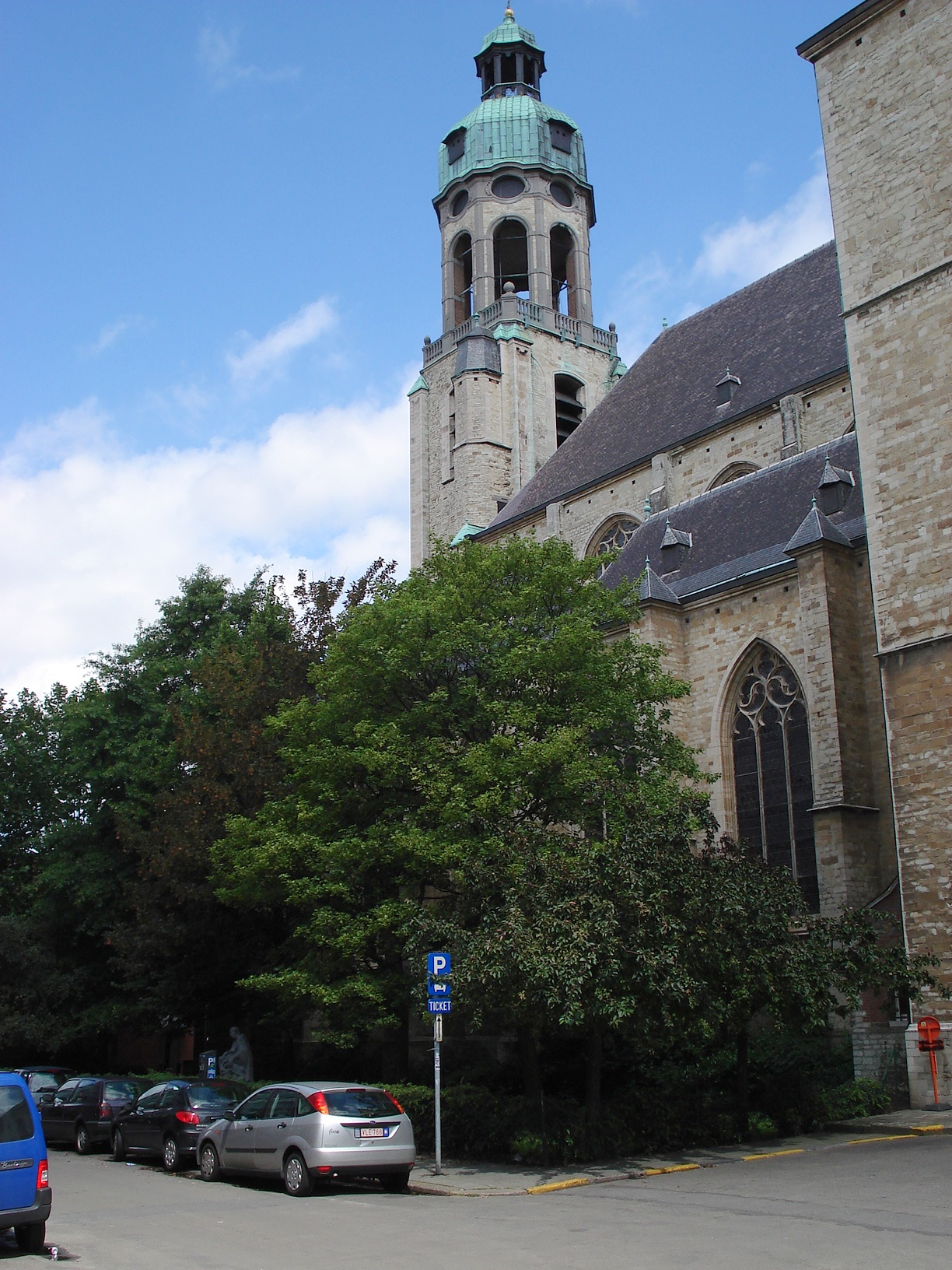
St. Andreas (Antwerpen)

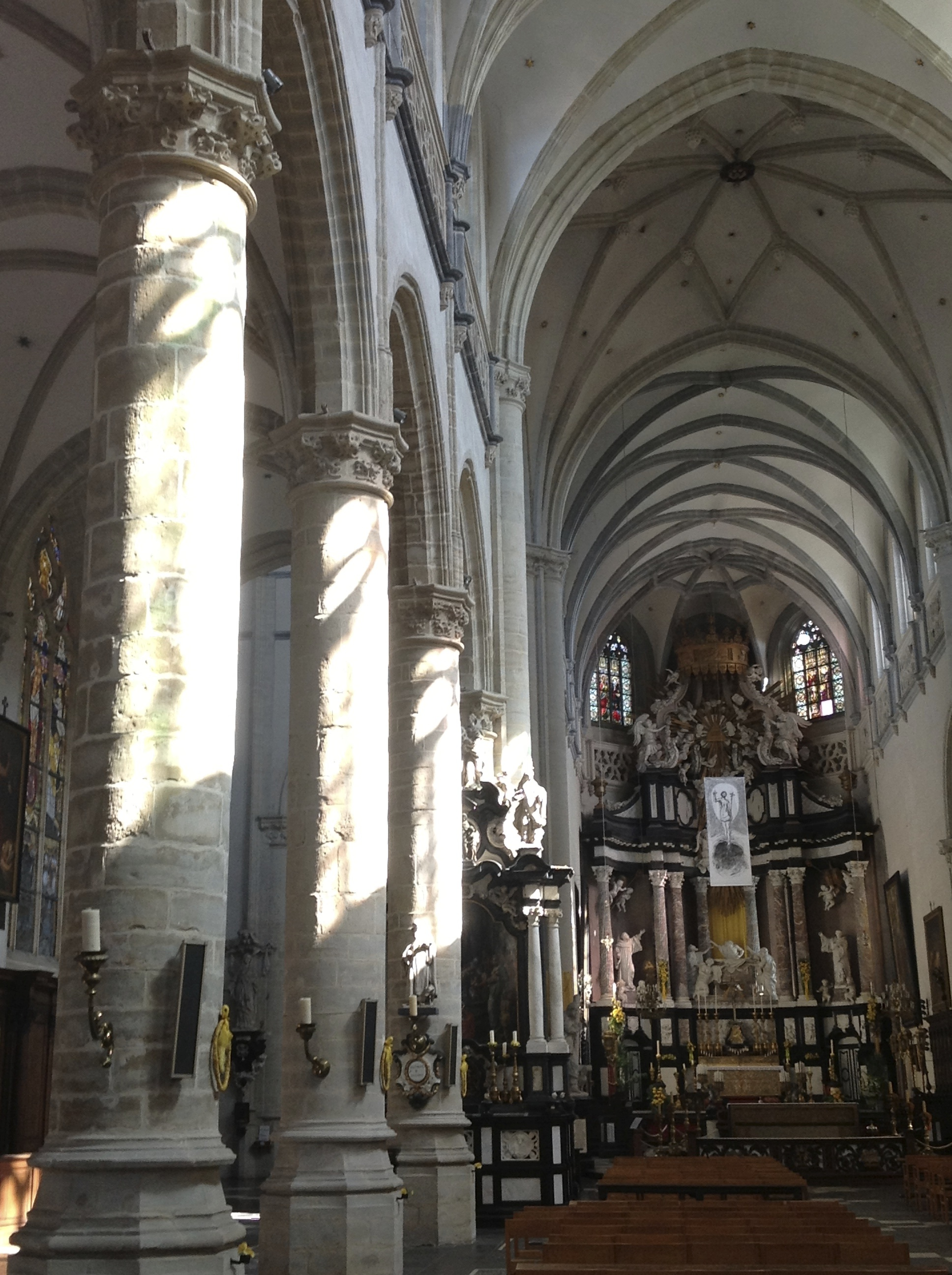
Innenansicht

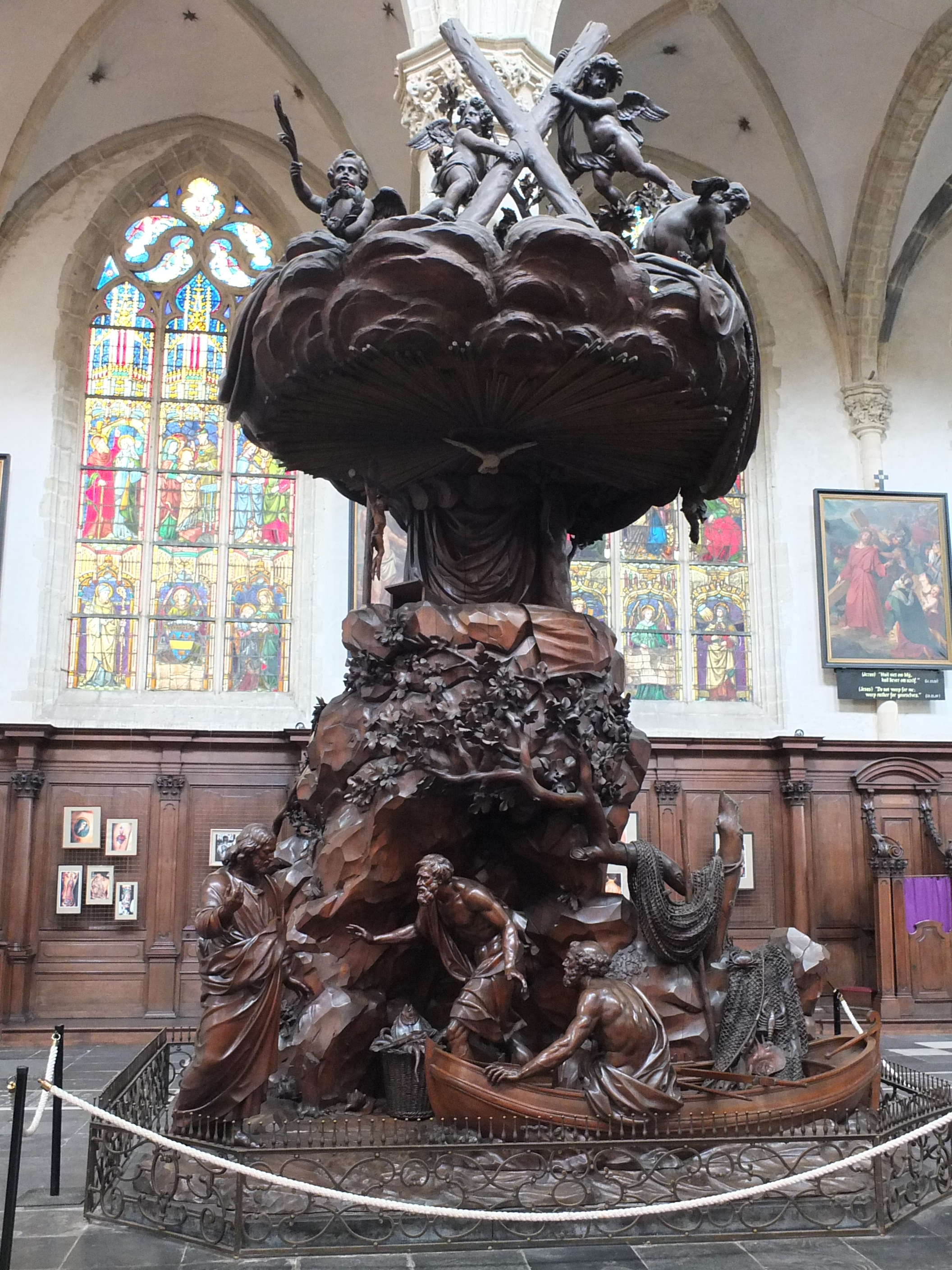
Die originelle Kanzel mit der Berufung von Petrus durch Jesus

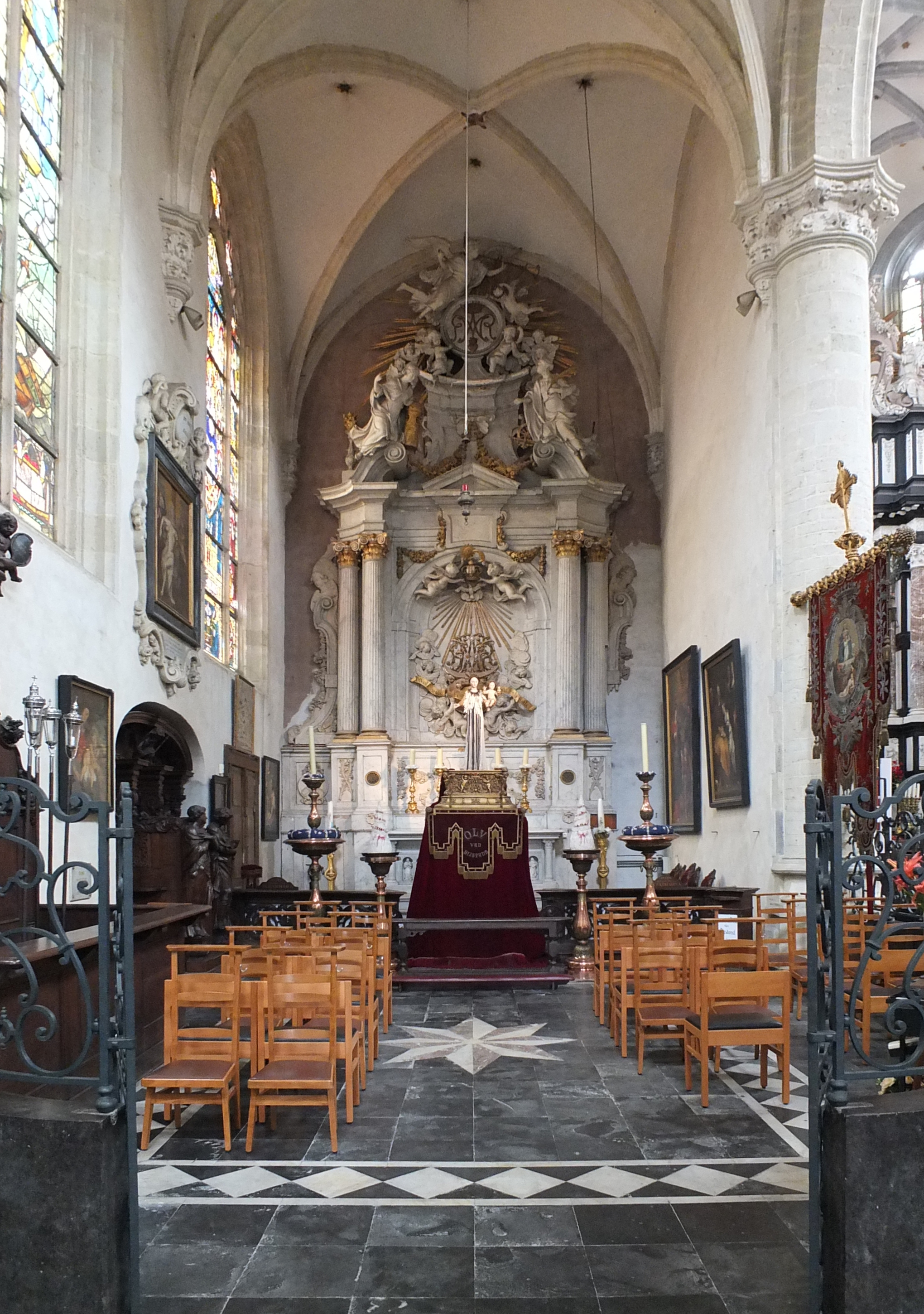
Innenansicht der Marienkapelle

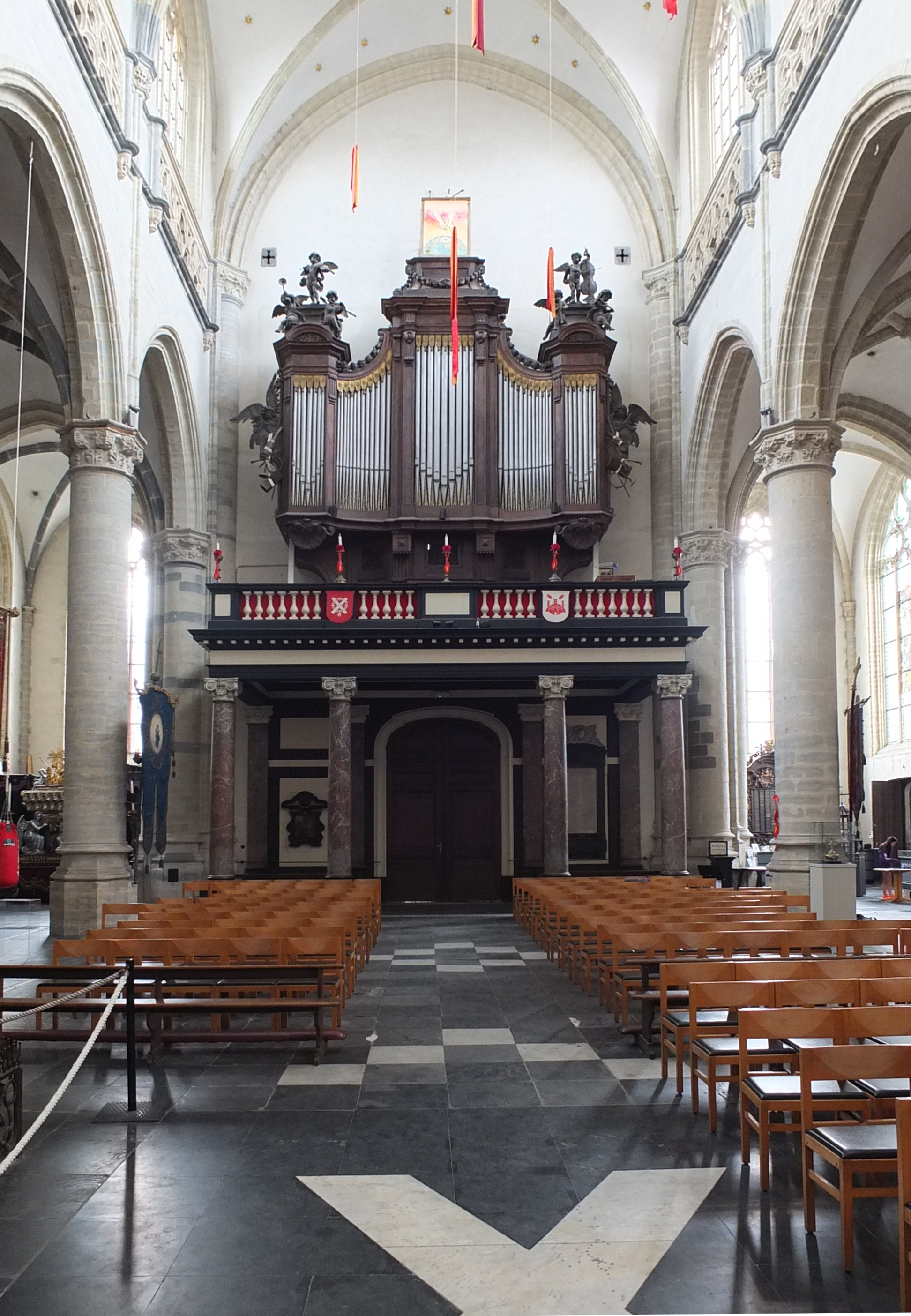
Orgel

Die Kirche St. Andreas (niederländisch Sint-Andrieskerk) ist die Pfarrkirche der römisch-katholischen Pfarrei St. Andreas in der Stadt Antwerpen. Diese Gemeinde ist ungefähr mit dem vierten Bezirk oder dem Sint-Andrieskwartier identisch und war früher als Gemeinde des Elends bekannt. Der Bau der Kirche wurde von den Augustinermönchen zu Beginn des 16. Jahrhunderts begonnen. Hendrik Conscience wurde in dieser Kirche getauft. Seit dem 25. November 2007 ist ein Teil der Kirche als Kirchenmuseum eingerichtet und geöffnet.

## Geschichte
Zu Beginn des 16. Jahrhunderts kamen Augustiner-Observanten der sächsischen Kongregation aus Enkhuizen nach Antwerpen (auch Augustiner-Eremiten oder Barfüßer genannt). Die Bürger Joost Hoens und Marc Mussche schenkten ihnen ein Haus mit Grundstück in der Ridderstraat. Sie bauten darauf eine Kapelle, die 1513 der Heiligen Dreifaltigkeit geweiht wurde. Das Kapitel Unserer Lieben Frau wehrte sich und führte ein Gerichtsverfahren, gab aber nach, nachdem die Augustiner Unterstützung von der Stadtverwaltung erhielten, die sogar für den Bau des Klosters aufkommen wollte. Im Jahr 1514 wurde eine Vereinbarung getroffen, aus der hervorgeht, dass es acht Augustiner waren, die von Prior Johannes van Mechelen geleitet wurden. Die heutige St.-Andreas-Kirche ist die Klosterkirche, mit deren Bau kurz darauf begonnen wurde.
Nach dem Thesenanschlag begannen die Augustiner, sich offen zur Lehre Luthers zu bekennen. Der 1519 eingesetzte Prior, Jacobus Praepositus, ein Yperner, der in Wittenberg studiert hatte, wurde nach einem Besuch von Leuvener Inquisitoren verhaftet. Die Augustiner wählten Hendrik van Zutphen zu ihrem neuen Prior, was aber nicht von Dauer sein sollte. Die Regierung löste das Kloster auf und nahm am 6. Oktober 1522 alle Brüder fest. Einige wurden in Hoogstraten eingesperrt, die Antwerpener Torwächter im Begardenkloster und die Unglücklichsten in der Burg Vilvoorde. Am nächsten Tag wurde das Augustinerkloster zugemauert. Mit Erlaubnis von Kaiser Karl V. ließ Margarete von Österreich das Kloster Anfang 1523 abreißen. Inzwischen hatten dreizehn Augustiner ihre Ketzerei widerrufen, aber drei weitere weigerten sich. Johannes van Esschen und Hendrik Vos wurden am 1. Juli 1523 auf dem Großen Markt in Brüssel verbrannt. Sie waren die ersten protestantischen Märtyrer in Europa. Lambrecht Thorn wurde 1528 im Steintor in Brüssel getötet.
Beim Abriss des Klosters wurde die Kirche, deren Kirchenschiff bis zur Vierung fertiggestellt war, verschont. Sie wurde als Pfarrkirche weiter ausgebaut und am 6. Juni 1529 dem Heiligen Andreas, dem Schutzpatron des Hauses Burgund, geweiht. Im Jahr 1541 wurde mit dem Bau des Westturms begonnen. 
Zu Beginn des 17. Jahrhunderts kehrten die Augustiner nach Antwerpen in ein neues Kloster in der Kammenstraat zurück, wo eine neue St.-Augustinus-Kirche erbaut wurde.

## Die Kirche und ihre Schatzkammer
Von April bis Oktober sind das Kirchengebäude und seine Schatzkammer als Museum geöffnet. Im November 2007 wurde das Kirchenmuseum feierlich mit einer Ausstellung eröffnet, die die Geschichte ereignisreicher Antwerpener Bürger erzählt, die um und in der Kirche lebten. Diese Geschichte, die sich über fünf Themen erstreckt, wurde aus der überlieferten Teilung der Gesellschaft in arm und reich aufgebaut. In Anlehnung an den Spitznamen der St.-Andreas-Parochie als „Pfarrei der Armen“ wurde ein Stück lokaler Sozialgeschichte präsentiert. Die soziale Zweiteilung der Gemeinde wird auch durch eine Gasse und ein Straßenfoto veranschaulicht, die sowohl die Bourgeoisie als auch die Arbeiterklasse repräsentieren, die in dem von Armut geprägten St.-Andreas-Viertel lebte.

## Ausstattung
Die Kirche enthält einige der bedeutendsten Kunstwerke in Antwerpen. Der barocke Hochaltar aus dem Jahr 1729 von Willem Ignatius Kerricx enthält eine dreidimensionale Skulpturengruppe, die die Himmelfahrt Mariens darstellt. Die naturalistische Kanzel von Jan-Baptist Van Hool und Jan-Frans Van Geel aus dem Jahr 1821 erzählt die Geschichte aus dem Evangelium nach Matthäus (Mt 4,18–20 ) von der Berufung des Schutzheiligen Andreas und seines Bruders Petrus. Beide Fischer werden von Jesus mitten in ihrer Arbeit angesprochen und aufgefordert, ihm zu folgen und Menschenfischer zu werden. Ohne zu zögern, aber immer noch voller Überraschung über einen solchen Ruf, verlassen sie ihre Netze. An der Kanzel fällt die realistische Darstellung der Figuren, ihres Fangs und ihrer Arbeitsgeräte in einer naturalistischen Umgebung aus Felsen und Vegetation auf.
Weitere Meisterwerke sind das Alabasterdenkmal von 1620 von Robrecht und Hans Colijns de Nole für die katholische schottische Königin Maria Stuart (1542–1587), mit einem Porträt auf Kupfer von Pieter Pourbus. Die Standfigur des heiligen Petrus von Artus Quellinus dem Älteren (1658) zeigt Petrus vom Gewissenskampf gezeichnet wegen der Verleugnung seines Herrn Jesus (Mt 26,75 ). Weiter ist das silberne Reliquiar der 36 Heiligen zu besichtigen.
Die jahrhundertealte Statue der Madonna der Bruderschaft der Hilfe und des Sieges erhielt 2001 ein neues Gewand von der Modedesignerin Ann Demeulemeester.
Die Orgel ist ein erneuertes Werk von Aegidius-Franciscus van Peteghem aus dem Jahr 1791 mit heute 37 Registern auf drei Manualen und Pedal.